# Ceintuurbaan

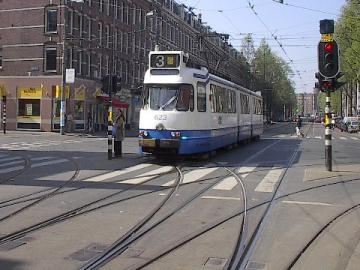
Vue d'un tramway sur Ceintuurbaan.

Ceintuurbaan (« Voie périphérique » en néerlandais) est une avenue principale d'Amsterdam.

## Situation et accès
Située dans l'arrondissement de Zuid, elle traverse le quartier du Pijp d'est en ouest, perpendiculairement à Van Woustraat et Ferdinand Bolstraat et l'Amsteldijk.

## Historique
Elle constitue la partie est d'un périphérique construit au XIXe siècle afin d'améliorer la circulation dans les nouveaux quartiers de la ville situés à l'ouest et au sud du Singelgracht. La partie située entre l'Amstel et le Boerenwetering prit le nom de Ceintuurbaan en 1881. En 1892, la partie de l'avenue qui longe le Sarphatipark fut baptisée du même nom, ce qui signifie que le Ceintuurbaan est en réalité coupé en deux segments distincts. À l'ouest du Boerenwetering, la rue est prolongée par Roelof Hartstraat, qui elle-même débouche sur Van Baerlestraat puis Eerste Constantijn Huijgensstraat, Bilderdijkstraat et Frederik Hendrikstraat. Ces rues constituaient le véritable périphérique (ceintuurweg).